# Josua Schwartz
Josua Schwartz (auch Schwarz; * 5. Februar 1632 in Waldau, Pommern (jetzt Wałdowo, ein Ortsteil von Sępólno Krajeńskie); † 6. Januar 1709 in Rendsburg) war ein evangelisch-lutherischer Theologe und Generalsuperintendent des königlichen Anteils von Schleswig-Holstein.

## Leben
Schwartz’ Vater war Pfarrer in Waldau. Schwartz besucht die Schule in Stolpe und studierte anschließend in Wittenberg als Schüler von Quenstedt. Nach dem Studium unternahm er eine längere Reise durch Europa.
Heimgekehrt machte er durch Polemik gegen den Calvinismus auf sich aufmerksam. Da Waldau jedoch zum reformierten Brandenburg-Preußen gehörte, musste Schwartz fliehen. Über Danzig kam er nach Stockholm, wo ihn die schwedische Königin Hedwig Eleonore 1668 zum Professor an der von ihr gegründeten Universität Lund berief. Dort promovierte er 1672 zum Doktor der Theologie und amtierte 1673 als Rektor. Bald geriet er jedoch in Streit mit seinem Kollegen Samuel von Pufendorf, dessen Anschauungen über Nation und Völkerrecht ihm als unvereinbar mit der rechten christlichen Lehre erschienen. Zwar entschied der Richter in diesem Fall für ihn, doch eine Predigt, in der Schwartz sich positiv über den dänischen König Christian V. äußerte, Schwedens Gegner im Schonischen Krieg, machte seinen weiteren Aufenthalt in Schweden unmöglich.
Schwartz floh nach Dänemark, wo er 1680 zum Hofprediger in Kopenhagen ernannt wurde. Aber auch dort fiel er mit seiner Polemik negativ auf. 1684 wurde er zunächst Generalsuperintendent für den königlichen Anteil des Herzogtums Schleswig. 1689 folgte er dann Justus Valentin Stemann als Generalsuperintendent auch für den königlichen Anteil des Herzogtums Holstein. Schwartz verlegte 1693 die vereinte Generalsuperintendentur nach Rendsburg, dessen Propstei ihm 1690 übertragen wurde. Zusätzlich erhielt er 1694 die Propstei Flensburg. Als Generalsuperintendent verpflichtete er die ihm untergebenen Prediger auf die Konkordienformel. Auch wurde ihnen jede Änderung der Kirchengebräuche untersagt. 1693 führte er die Konfirmation verpflichtend ein.
Schwartz war ein strenger Anhänger der lutherischen Orthodoxie und damit erklärter Gegner des Pietismus. Auf seine Initiative hin wurden 1691 prophylaktisch die Bildung von Konventikeln verboten. Auch verwickelte er sich in Streitigkeiten mit seinen pietistischen Kollegen Caspar Hermann Sandhagen und Heinrich Muhlius, sowie Johann Wilhelm Petersen in Lübeck, denen er vorwarf, der Irrlehre des Chiliasmus anzuhängen. Damit regte er eine Auseinandersetzung zwischen Pietismus und orthodoxem Luthertum an. Sein Nachfolger Theodor Dassov führte diese Politik weiter und erwirkte 1711 eine Verordnung des Regenten Christian August von Schleswig-Holstein-Gottorf gegen jede Art von „Schwärmerey“ und „heimliche Coventicula“.

## Werke
(Auswahl)
- Abgesagte Tolerantz oder Verträgligkeit der Calvinischen Lehre So lange die Calvinisten unter andern auch dieses nicht glauben/ daß dem mit Gott vereinigtem Menschen/ die Macht Wunder zu thun/ gegeben sey: Wieder das vielfältig Vertrag- und Friedgebieten/ Anerbieten/ un[d] zum Theil auch Annehmen: Damit die Christl. Hinter-Pommerische Kirche von Calvinischer Seiten zu diesen Zeiten höchst gefähret wird (1662).
- Trost-Sermon: Beydes An den Erläuchteten und Hochgebornen Graffen und Herrn/ Hn. Magnus Gabriel De La Gardie, Der Reiche Schweden Groß Cantzler/ [et]c. Graffen zu Lecköö/ Arnsburg und Pernaw/ Freyherrn zu Eckholm/ Herrn zu Hapsal/ Magnus-Hoff und Hohendorff/ [et]c. [et]c. Und auch An die Durchläuchtigste Fürstin und Fraw/ Fraw Maria Euphrosina/ Geborne Pfaltz-Gräffin bey Reyn/ in Beyern/ zu Gülich/ Cleve und Bergen Hertzogin/ Gräffin zu Lecköö/ Arnsburg und Pernaw/ [et]c. Gehalten Am dritten Sontag nach Epiphaniae, auß dem ordentlichen Evangelio Matth. VIII. Zu Jacobs-Thal (1667).
- Gründliche Wiederlegung, Einer Fast dem halben Theil des Schleßwig-Holsteinischen Ministerii, im Majo des 1696. Jahres, zur Buß-Predigt fürgeschriebenen, durchgehends aber dem Chiliasmo dienenden Außlegung Des Siebenden Capittels Michae: Nachdem solche Wiederlegung, am ersten Septembr. Darauff, von E. E. Renßburgischen Synodo der Königl. Pröbste bemelter Hertzogthümer, zu Beybehaltung richtiger reiner Lehre im Lande, öffentlich außzugeben, für nöthig erkant war. Der auch mit angehänget ist eine Theologische Handlung Mit Herr H. B. Etlicher Chiliastischen Lehren wegen; auch wie, und aus was Ursachen, Er denselben freywillig entsaget habe (1697).
- Wahrer Bericht vom Sabbath: Wider Doct. Francisci Burmanni, Professoris Theologiae in Utrecht; Verdeutschten Falschen Welchen ein Prediger in Holstein; mit einer Vorrede und Laconismis Marginalibus, zu böser Consequence im Lande approbiret und durch den Druck kund gemachet hat (1701).
- Chiliastische Vorspiele, Principia, und Chiliasmum selbst, In seiner Apodoxi und Paraenesi enthalten (1705).
- Theologische Belehrungen von einer sich in Holstein erhobenen neuen Lehre, dass die Gläubigen das ewige Leben in diesem Leben, dem Anfang nach, würcklich und in der That, haben und besitzen (1706).
- Erweiterte Widerlegung, Der nun sonderlich in Holstein einreissenden Pietistischen gefährlichen Lehre ... (Hamburg, 1709).